# 瑞克·魯賓
瑞克·魯賓（英語：Rick Rubin，本名弗雷德里克·傑·魯賓（Frederick Jay Rubin），1963年3月10日—）是一名美國音樂製作人。他是Def Jam唱片公司的共同創辦人。

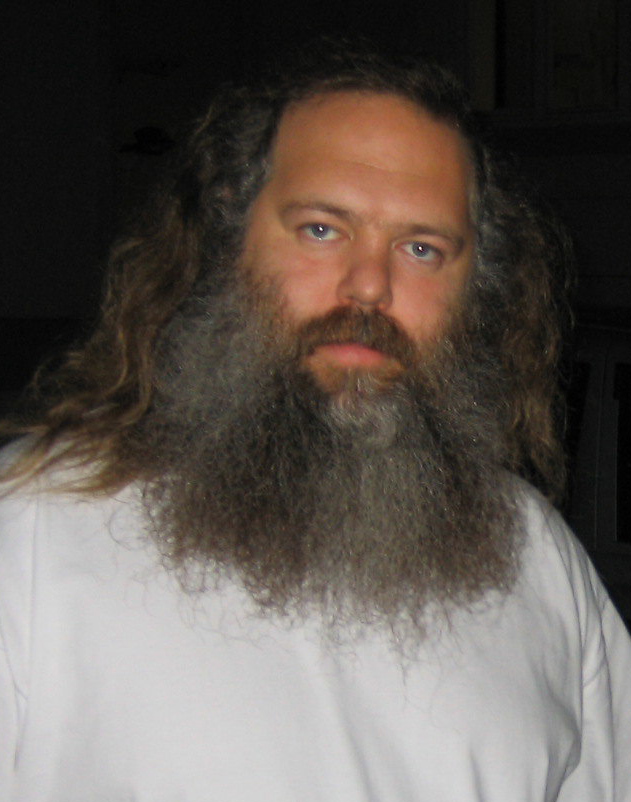
瑞克·魯賓

瑞克·魯賓出生於美國紐約州長灘，在1984年與羅素·賽門斯共同創立Def Jam唱片公司。1988年瑞克·魯賓離開Def Jam，自立美國唱片。他曾與LL Cool J、Run-DMC、野獸男孩等嘻哈藝人合作。在第49屆葛萊美獎中，瑞克·魯賓作為狄克西女子合唱團專輯《Taking the Long Way》的製作人獲得包含年度最佳專輯在內的五項大獎。他也是歌手愛黛兒的專輯《21》的製作人之一。